# Pnevmocistična pljučnica
Pnevmocistična pljučnica (PCP) ali pnevmocistoza je pljučnica, ki jo povzroča gliva Pneumocystis jirovecii. Pneumocystis jirovecii je povzročitelj priložnostne okužbe pri bolnikih z oslabelim imunskim sistemom (na primer pri bolnikih s hivom, krvnimi raki, po presaditvi krvotvornih matičnih celic ali čvrstih organov ...).
Pojavnost in stopnja smrtnosti zaradi pnevmocistične pljučnice sta se močno povišali med pojavom pandemije aidsa v 80. letih dvajsetega stoletja, z uvedbo učinkovitega protiretrovirusnega zdravljenja pa sta se ponovno zmanjšali.

## Simptomi
Kolonizacija s povzročiteljem pri posameznikih z normalnim imunskim sistemom ni povezana z razvojem bolezni, pri bolnikih z okrnjenim imunski sistemom pa lahko pride do  pnevmocistične pljučnice z različno hitrostjo napredovanja okužbe in različno simptomatiko. Simptomi in bolezenski znaki so neznačilni: oteženo dihanje (dispneja) ob naporu, kašelj, subfebrilna temperatura ob hipoksemiji (saturacija manj kot 94 %).
Pri bolnikih s hivom je značilen subakuten potek bolezni, kar pomeni, da se bolezen razvija več tednov, včasih več mesecev. Pri bolnikih z drugimi dejavniki tveganja se bolezen razvije običajno hitro, v nekaj dneh, mogoč pa je tudi počasnejši potek.

### Zapleti
Znan zaplet pnevmocistične pljučnice je pnevmotoraks. Pride lahko tudi do stanja, podobnega sindromu akutne dihalne stiske, kar zahteva intubiranje bolnika.

## Povzročitelj
Pnevmocistično pljučnico povzroča Pneumocystis jirovecii, ki je obligatorni zunajcelični mikroorganizem. Sprva so jo zaradi morfoloških značilnosti uvrstili med praživali,</ref> kasneje pa  ugotovili, da gre za kvasovkam podobno glivo. Najprej so ga imenovali Pneumocystis carinii, pozneje pa so ga pri ljudeh preimenovali v P. jirovecii, saj so ugotovili, da P. carinii povzroča okužbo le pri podganah, P. jirovecii pa pri ljudeh.
Pneumocystis jirovecii je pogosto prisoten v pljučih zdravih posameznikov in ne povzroča bolezni.  Gre za priložnostno okužbo, ki se pojavi pri bolnikih z oslabelim imunskim sistemom.

## Dejavniki tveganja
Pnevmocistična pljučnica se pojavlja pri bolnikih z oslabelim imunski sistemom, zlasti pri bolnikih s hivom.
Med hiv-negativnimi bolniki so ogroženi predvsem bolniki z različnimi oblikami krvnega raka, osebe po alogeni presaditvi krvotvornih matičnih celic ali čvrstih organov in osebe, ki zaradi različnih kroničnih bolezni prejemajo imunosupresivno ali imunomodulatorno zdravljenje (na primer glukokortikoide, purinske analoge, kalcinevrinske zaviralce, monoklonska protitelesa proti CD52 in CD20 ter antagoniste dejavnika tumorske nekroze α).

## Prognoza
Pnevmocistična pljučnica je pri imunsko oslabelih bolnikih lahko smrtna bolezen; smrtnost pri bolnikih, okuženih s hivom, je 10- do 20-odstotna, pri ostalih imunsko oslabelih pa 30- do 60-odstotna. Za prognozo bolezni sta pomembna hitra diagnoza in čimprejšnje ustrezno zdravljenje. Zamujanje s ciljno terapijo močno poveča stopnjo smrtnosti, predvsem pri bolnikih, ki potrebujejo intubacijo in podporno dihalno terapijo. Slabšo prognozo imajo starejši bolniki (> 50 let), bolniki s pridruženimi okužbami in drugimi boleznimi, bolniki s hemoglobinom < 100 g/L, z visoko aktivnostjo laktat-dehidrogenaze (LDH) in povečano koncentracijo C-reaktivnega proteina. Učinkovitost zdravljenja se pogosto pokaže šele čez 7 do 10 dni – eden prvih znakov izboljšanja je, da lahko bolnik ponovno globoko vdihne zrak. Za neuspeh zdravljenja je pogosto kriva druga sočasna okužba, redkeje odpornost povzročitelja proti zdravljenju.

## Zdravljenje
Pri pnevmocistični pljučnici se uporablja zlasti intravensko protimikrobno zdravljenje s kombinacijo učinkovin trimetoprim/sulfametoksazol. Če zdravljenje s to kombinacijo ni učinkovito ali ni primerno zaradi nežeklenih učinkov, so voljo druga protimikrobna zdravila, ki pa so manj učinkovita in zanje obstaja manj podatkov: primakin s klindamicinom ali intravenski pentamidin ali atovakon. V primeru odpovedi pljuč se uporablja še zdravljenje s kisikom ter glukokortikoidi; slednji zmanjšajo pljučni edem.

## Epidemiologija
Pnevmocistična pljučnica je relativno redka bolezen pri ljudeh, ki imajo normalno delujoč imunski sistem. Pojavnost in stopnja smrtnosti zaradi pnevmocistične pljučnice sta se močno povišali med pojavom pandemije aidsa v 80. letih dvajsetega stoletja, z uvedbo učinkovitega protiretrovirusnega zdravljenja pa sta se ponovno zmanjšali.  Povečuje pa se razširjenost pri osebah z drugimi oblikami imunske pomanjkljivosti, na primer pri bolnikih po presaditvi organov, z rakavimi ali revmatološkimi boleznimi itd.
Povzročitelj je sicer prisoten povsem po svetu in o primerih pnevmocistične pljučnice poročajo na vseh celinah (razen na Antarktiki). Pri starosti štirih let je več kot 75 % otrok serološko pozitivnih na P. jirovecii, kar kaže na pogostost izpostavljenosti prebivalstva povzročitelju. Raziskava na Kitajskem pri 96 osebah, ki so umrle zaradi s pnevmocistično pljučnico nepovezanih vzrokov (samomor, prometna nesreča ...), so ugotovili, da je bil P. jirovecii prisoten v pljučih pri 65 posameznikih (68 %), kar tudi kaže na to, da je brezsimptomna okužba zelo razširjena. Do 20 % odraslih je v danem trenutku brezsimptomnih prenašalcev povzročitelja. Brezsimptomna okužba lahko vztraja več mesecev, preden jo posameznikov imunski sistem premaga.